# Fryštátské panství

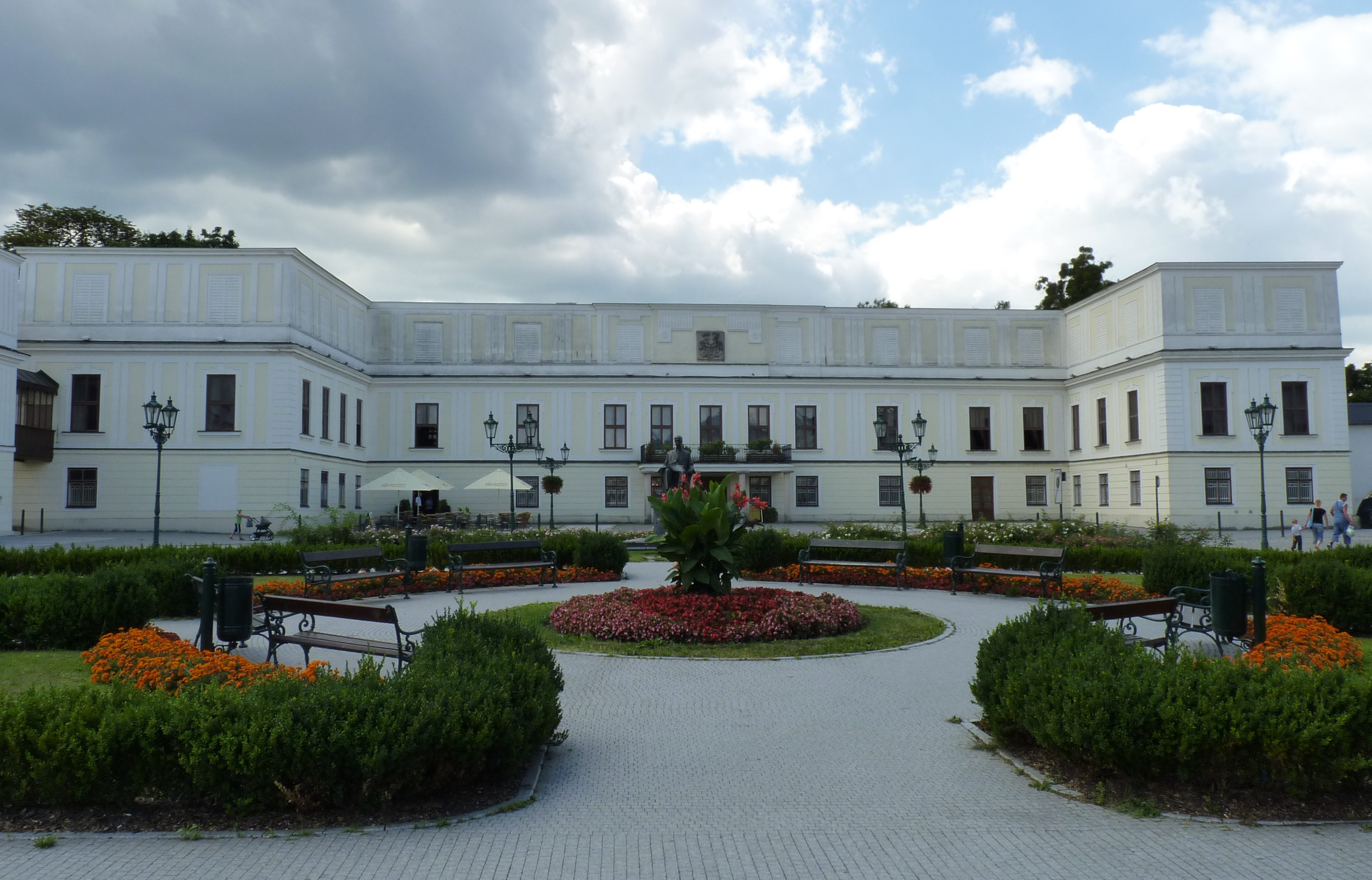
Zámek ve Fryštátě

Fryštátské panství bylo stavovské panství rozkládající se okolo města Fryštátu - dnešní Karviná (k přejmenování města došlo v roce 1948). V roce 1571 bylo jako menší stavovské panství (status minor) vyňato kvůli dluhům fryštátského knížete Fridricha Kazimíra z přímé podřízenosti Těšínskému knížectví. Postupně se v držbě panství vystřídaly rody Saksů, Vlčků z Dobré Zemice, Cigánů ze Slupska a Barských z Baště, až jej v roce 1792 koupil hraběcí rod Larisch-Mönnichů. Zdejší zámek, někdejší knížecí sídlo, přestavěl do dnešní empírové podoby a učinil jej svým sídlem.
Larisch-Mönnichové celkově panství pozvedli, ale o ekonomický rozvoj se zasloužili i jiní podnikatelé. Továrník Jäkl zde vybudoval dodnes fungující železárny, baron Jiří Bees zde vybudoval rovněž dodnes fungující lázně Darkov. Rozvoj fryštátského panství zásadně ovlivnila výstavba železniční dráhy napříč panstvím, na kterou se postupně napojoval zdejší průmysl. Roku 1850 se panství stává soudním i politickým okresem se sídlem ve Fryštátě a tím panství zaniká.